# Anupshahr
Anupshahr è una suddivisione dell'India, classificata come municipal board, di 23.676 abitanti, situata nel distretto di Bulandshahr, nello stato federato dell'Uttar Pradesh. In base al numero di abitanti la città rientra nella classe III (da 20.000 a 49.999 persone).

## Geografia fisica
La città è situata a 28° 22' 0 N e 78° 16' 0 E e ha un'altitudine di 181 m s.l.m..

## Società

### Evoluzione demografica
Al censimento del 2001 la popolazione di Anupshahr assommava a 23.676 persone, delle quali 12.521 maschi e 11.155 femmine. I bambini di età inferiore o uguale ai sei anni assommavano a 3.575, dei quali 1.890 maschi e 1.685 femmine. Infine, coloro che erano in grado di saper almeno leggere e scrivere erano 13.449, dei quali 7.973 maschi e 5.476 femmine.